# Барам (язык)
Барам (Baraamu, Baram, Baramu) — почти исчезнувший небольшой тибето-бирманский язык, на котором говорят в зоне Гандаки (центр и юг округа Горкха, комитеты развития деревень (КРД) Дандагаун и Маилунг, деревня Такху вверх от города Дораунди-Кхола, восточная сторона над Чоргате, около Кумхали, около 7 деревень) в Непале. Некоторые носители также могут проживать в округе Дхадинг. Барам является языком признанного народа (2002, NFDIN Act, No. 20, Section 2C). Есть диалекты дандагаун и маилунг. В настоящее время народ уже перешёл на непальский язык. Письмо деванагари, которое было недавно разработано для языка.